# گالهینا
گالهینا (به لاتین: Galhinna) یک منطقهٔ مسکونی در سری‌لانکا است که در ناحیه کندی واقع شده‌است. گالهینا ۶۷۵ متر بالاتر از سطح دریا واقع شده‌است.